# Prometheus (Fred Carasso)
Prometheus is een kunstwerk in Amsterdam-Zuid.
Het is een oorlogsmonument ter nagedachtenis aan "voor omgekomen sportbeoefenaars" tijdens de Tweede Wereldoorlog. De kunstenaar Fred Carasso beeldde de Griekse mythologische figuur Prometheus met fakkel uit. Prometheus stal volgens de mythe het vuur van de Olympische goden om het aan de mensen te geven. Carasso zag in de fakkel met vuur het vuur van verzet. Carasso was in de jaren dertig zelf op de vlucht voor het fascisme van Benito Mussolini en was later bevriend met diverse leden van het verzet, waaronder Gerrit van der Veen. Bovendien waren de Olympische Zomerspelen 1928 in Amsterdam de eerste spelen, waarbij de Olympische vlam werd ontstoken.
Oorspronkelijk was het de bedoeling een plaquette aan te brengen op de marathontoren, maar het Nederlandsch Olympisch Comité zag liever een beeld dat van elke plaats vanuit het Olympisch Stadion te zien was. De beoogde plaats werd toen de zuidtribune. In samenwerking met de Dienst der Publieke Werken werd vervolgens Fred Carasso ingeschakeld. Er heeft ook nog overleg gepleegd met Jan Wils, de architect van het stadion. 
Het beeld werd onthuld op 22 juni 1947 tijdens de eerste Olympische dag na die oorlog. 50.000 mensen bezochten die dag waarop allerlei sporten werden beoefend. Onder de aanwezigen waren burgemeester Arnold d'Ailly,  prinses Juliana en Bernhard van Lippe-Biesterfeld. Die laatste onthulde toen het beeld in zijn functie als beschermheer van het Nederlands Olympisch Comité. Sporters brachten de Olympische groet onder het klinken van het Wilhelmus. Bij de grote herinrichting van de terreinen in en rond het Olympisch Stadion werd het beeld verplaatst en werd neergezet naast de marathontoren. Stond het beeld in het stadion op een zuil, buiten het stadion werd het in 2000 op een sokkel neergezet.
Tien jaar later in 1957 werd het beeld De Boeg in Rotterdam onthuld, ter nagedachtenis van de opvarenden van Nederlandse koopvaardijschepen.   

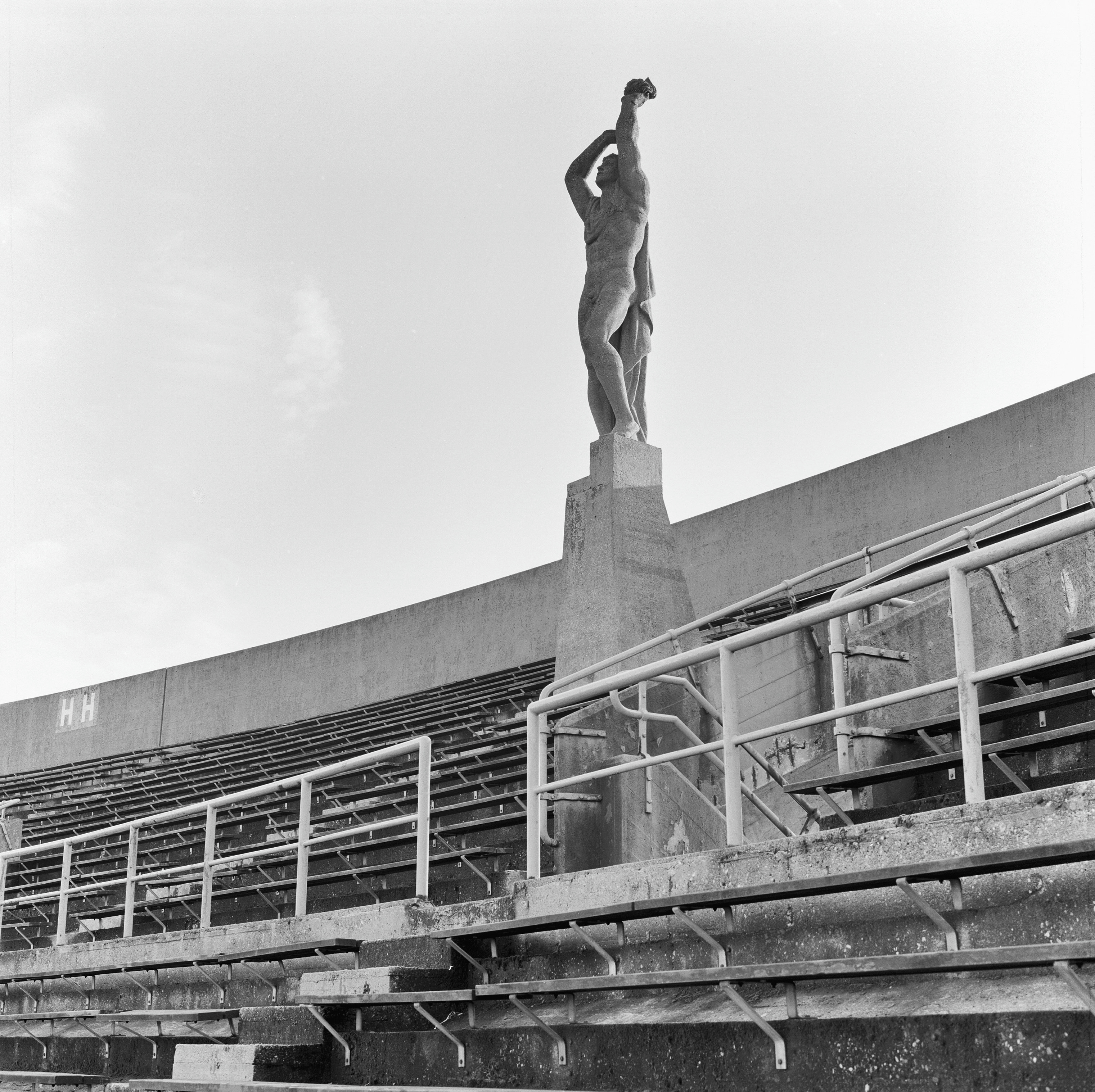
Prometheus op oorspronkelijke plaats (1992)

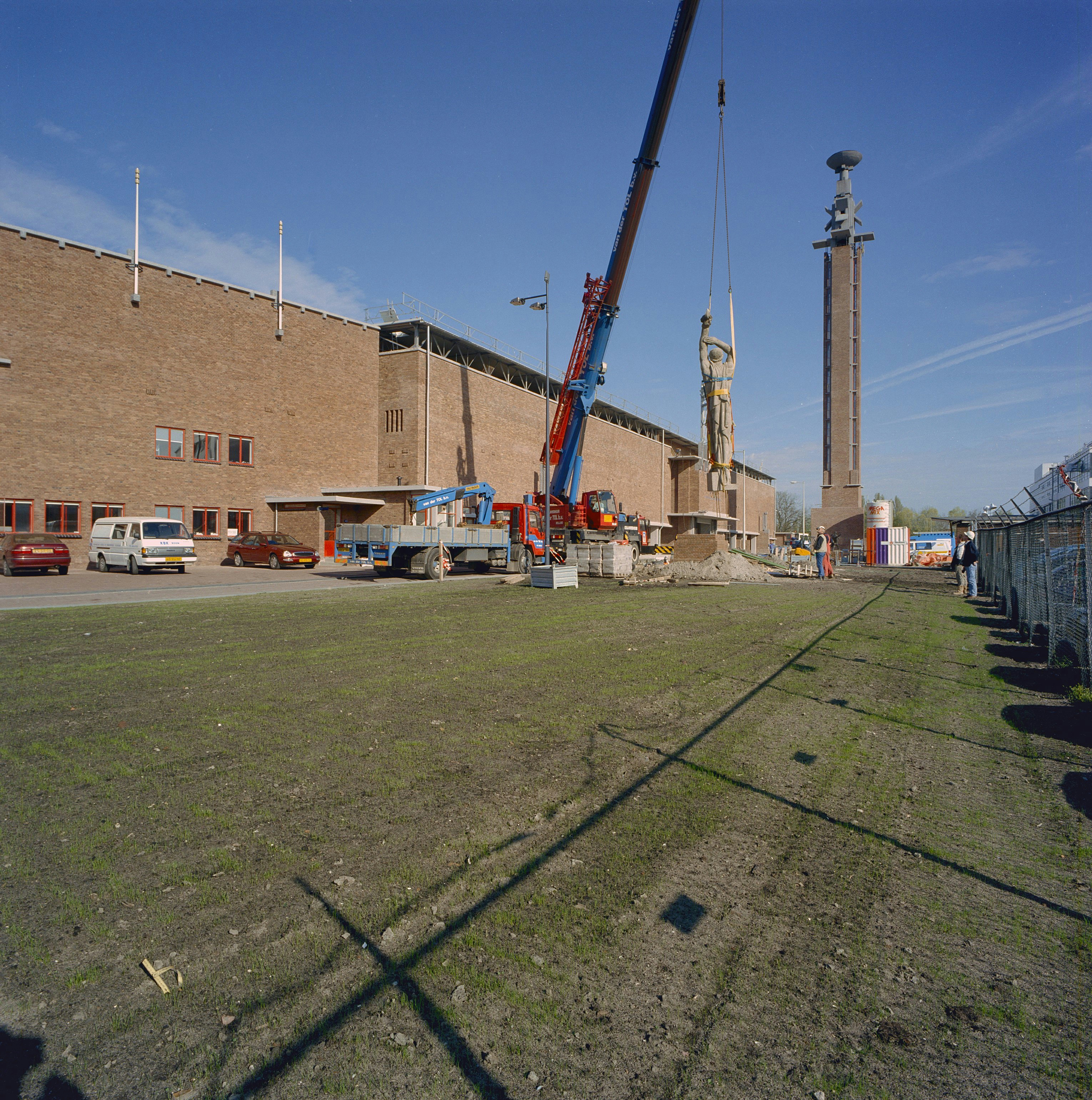
Prometheus wordt op zijn nieuwe plaats gehesen (april 2000)